# Laura Osnes
Laura Ann Osnes (19 de novembro de 1985) é uma atriz e cantora americana conhecida por seu trabalho nos palcos da Broadway. Ela interpretou papéis principais em Grease como Sandy, South Pacific como Nellie Forbush, Anything Goes como Hope Harcourt e Bonnie e Clyde como Bonnie Parker, pelo qual recebeu uma indicação ao Tony de Melhor Atriz em Musical. Ela também estrelou o papel-título de Cinderela na Broadway, de Rodgers & Hammerstein, pelo qual recebeu um Drama Desk Award e sua segunda indicação ao Tony de Melhor Atriz em Musical.
Vida pregressa
Osnes nasceu em Burnsville, Minnesota, foi criado nas proximidades de Eagan, um subúrbio de Saint Paul, e é uma cristã professa. Sua primeira atuação como atriz foi na segunda série, onde interpretou um munchkin em O Mágico de Oz. Ela frequentou a Eagan High School. Osnes freqüentou a University of Wisconsin-Stevens Point por um ano como formadora de Teatro Musical, antes de abandonar o curso para seguir carreira profissional.
Em 2005–2006 ela retornou a Minneapolis para ser uma aprendiz performática na Children's Theatre Company, atuando em Working, Aladdin Jr., Prom e Pippi Longstocking. Ela também interpretou Sandy em Grease no maior teatro com jantar do país, o Chanhassen Dinner Theatres, mas sua corrida foi interrompida quando ela foi escolhida para competir no concurso de talentos da Broadway, transmitido em rede nacional, Grease: You're the One that I Want !
Namorado de longa data Nathan Johnson pediu Osnes em casamento em 23 de dezembro de 2006. Eles se casaram em 11 de maio de 2007. Eles moram em Manhattan com sua cadela, Lyla.
Em 2015, Osnes foi juiz e mentora da Songbook Academy, um curso intensivo de verão para alunos do ensino médio operado pela Great American Songbook Foundation e fundada por Michael Feinstein.